# Арсен (дем Въртокоп)
 Тази статия е за селото във Воденско, Гърция.  За химичния елемент вижте арсен.  
Арсен (на гръцки: Αρσένι, Арсени, катаревуса: Ἀρσένιον, Арсенион) е село в Егейска Македония, Гърция, област Централна Македония, дем Въртокоп (Скидра).

## География
Селото е разположено на 50 m надморска височина в областта Сланица, на 5 km южно от демовия център Въртокоп (Скидра) и на 21 km югоизточно от град Воден (Едеса), в североизточното подножие на Габер, рид от планината Каракамен.

## История

### В Османската империя
Според гръцки източници в края на XVIII век жителите на селото говорят „славомакедонски“.
Александър Синве („Les Grecs de l’Empire Ottoman. Etude Statistique et Ethnographique“) в 1878 година пише, че в Арсен (Arsen), Воденска епархия, живеят 150 гърци. В „Етнография на вилаетите Адрианопол, Монастир и Салоника“, издадена в Константинопол в 1878 година и отразяваща статистиката на населението от 1873, Арсен (Arséne) е посочено като село във Воденска каза на Османската империя със 72 къщи и 270 жители българи и 55 жители помаци. Църквата „Свети Пантелеймон“ е стара.
Според Николаос Схинас („Οδοιπορικαί σημειώσεις Μακεδονίας, Ηπείρου, Νέας οροθετικής γραμμής και Θεσσαλίας“) в средата на 80-те години на XIX век Арсен (Άρσεν) има 25 семейства християни и 12 семейства мюсюлмани.
Според статистиката на Васил Кънчов („Македония. Етнография и статистика“) в 1900 година Арсенъ има 310 жители българи и 115 турци. По данни на секретаря на Българската екзархия Димитър Мишев („La Macédoine et sa Population Chrétienne“) в 1905 година в Арсен (Arsen) има 320 българи патриаршисти гъркомани.
В 1910 година в селото (Άρσεν) има 238 жители екзархисти.

### В Гърция
По време на Балканската война в селото влизат гръцки части и то остава в Гърция след Междусъюзническата война в 1913 година. Според преброяването от 1913 година Арсен има 168 мъже и 170 жени. В 1913 година Панайотис Деказос, отговарящ за земеделието при Македонското губернаторство споменава Арсен като село населено с „40 семейства на християни славофони и 20 турци“ (40 πατριαρχικές σλαβόφωνες και 20 τουρκικές οικογένειες) и със „славяногласни елини“.
Боривое Милоевич пише в 1921 година („Южна Македония“), че Арсен има 30 къщи на християни славяни, 35 къщи на турци и 5 къщи на мюсюлмани цигани.
Мюсюлманското население на Арсен е изселено в Турция в 1924 година по силата на Лозанския договор и на негово място са заселени гърци бежанци от Мала Азия, Понт и Кавказ. В 1928 година селото е смесено (местно-бежанско) със 103 бежански семейства и 410 жители бежанци. Според други данни в 1928 година жителите на селото са 669, от които 333 бежанци. В 1940 година жителите са 981, от които 450 местни и 531 бежанци.
Землището на селото се напоява от канализационна система, изградена след Втората световна война и е изключително плодородно. Произвеждат се пшеница, сусам, памук, детелина, копринени пашкули, а частично е развито и отглеждането на млекодаващи крави.
| Име         | Име          | Ново име | Ново име | Описание                                            |
| ----------- | ------------ | -------- | -------- | --------------------------------------------------- |
| Далка Терма | Ντάλκα Τέρβα | Докари   | Δοκάρι   | местност на ЮИ от Арсен, по левия бряг на Мъгленица |
| Чал         | Τσαλι        | Ангатия  | Άγκάθια  | местност на И от Арсен, по левия бряг на Мъгленица  |

| Година    | 1913 | 1920 | 1928 | 1940 | 1951 | 1961 | 1971 | 1981 | 1991 | 2001 | 2011 | 2021 |
| --------- | ---- | ---- | ---- | ---- | ---- | ---- | ---- | ---- | ---- | ---- | ---- | ---- |
| Население | 338  | 390  | 669  | 981  | 996  | 1276 | 1276 | 1292 | 1459 | 1409 | 1396 | 1241 |

## Личности
Родени в Арсен
- Дядо Андо, деец на ВМОРО, назначен в 1910 година за потераджия на качаците във Воденско, Ениджевардарско и Берско.[18]